# Euripersia pennisetus
Euripersia pennisetus är en insektsart som först beskrevs av Tang in Tang och Li 1988.  Euripersia pennisetus ingår i släktet Euripersia och familjen ullsköldlöss. Inga underarter finns listade i Catalogue of Life.